# Fredric Althainz
Fredric Gerhard Althainz, född 24 september 1845 i Stockholm, död där 6 mars 1910, var en svensk affärsman och kommunalpolitiker.
Efter merkantil utbildning i Tyskland och England anställdes Althainz hos kvarn- och spannmålsfirman A. Svanberg & C:o (mer känd som "Eldkvarn") i Stockholm 1864, blev delägare i nämnda firma 1874 och ensam innehavare av densamma 1881 samt efter dess ombildning till A. Svanberg & C:is kvarnaktiebolag verkställande direktör för bolaget 1888–1903. 
Althainz var vidare aktiv inom många olika offentliga och ideella organisationer och var bland annat ledamot av Stockholms stadsfullmäktige på 1888–92 samt av kyrkorådet. Han satt i styrelsen för Borgerskapets änkehus och i välgörenhetssällskapet Pro Patria. Han var vidare aktiv vid bildandet av Stockholms Nya Spårvägs AB och tillsammans med affärskollegan Carl Bengtsson var han också initiativtagare till Södertörns villastad. Han ligger begravd på Norra begravningsplatsen i Stockholm.